# Marcelo Toscano
Marcelo Aparecido Toscano (Areado, 12 de maio de 1985) é um futebolista brasileiro que atua como atacante. Atualmente joga no ASA.

## Carreira

### Início
Nascido no distrito de Divino Espirito Santo (Cavacos) em Alterosa, Minas Gerais, Toscano começou a carreira no São Vicente. Inicialmente um atacante, ele se tornou um ponta-direita durante seu período no Paulista, devido principalmente por não ter marcado gols. Após alguns empréstimos atuando bem por outros clubes, foi vendido ao Paraná.

### Paraná Clube
Toscano voltou a posição de atacante no Paraná, marcando 10 gols na Série B de 2009, sendo o artilheiro do clube. 

### Vitória de Guimarães
Em 20 de agosto de 2010, ele mudou-se para o exterior pela primeira vez em sua carreira, depois de concordar com um contrato de quatro anos com o time da Primeira Liga Vitória de Guimarães.
Toscano fez sua estreia na categoria principal do futebol português em 28 de agosto com um gol de chapéu numa vitória de 3–1 do C.D. Nacional. Foi também no Vitória Sport Clube que ele ganhou a Taça de Portugal de 2012–13. Em 21 de dezembro de 2012, rescindiu seu contrato com o clube.

### Figueirense e Comercial
No dia seguinte, foi contratado pelo Figueirense no dia seguinte. Toscano jogou poucas vezes pelo Figueirense, e, após se machucar e não ser mais relacionados aos jogos do Figueirense, acertou para a temporada de 2014 com o Comercial-SP, onde marcou três gols no estadual.

### Vila Nova
Em 14 de abril de 2014, ele foi para o Vila Nova para disputar o Campeonato Brasileiro da Série B, mas rescindiu o contrato apenas 2 meses depois.

### Cuiabá
Em junho, Marcelo Toscano foi contratado pelo Cuiabá Esporte Clube para disputar a Série C do ano. Logo na estreia, marcou contra o Paysandu. Posteriormente fez dois gols na vitória por 2–0 sobre o CRAC.

### Mirassol
Em 2015, disputou o Campeonato Paulista da Série A2 pelo Mirassol F.C. Apesar do clube ter perdido o acesso pelo saldo de gols, Toscano marcou 13 vezes e foi o artilheiro da competição.

### América-MG
Em abril de 2015 chegou pela primeira vez ao América Mineiro onde jogou a Série B do Campeonato Brasileiro daquele ano e foi vice artilheiro da competição com 14 gols, ajudando o clube a conquistar o acesso à Série A e voltar para a elite do futebol nacional.

### Jeju United
Em 08 de dezembro de 2015 assinou contrato com o Jeju United da Coreia do Sul onde só foi estrear em 2016. Em seu primeiro ano no clube, Marcelo foi logo o artilheiro isolado da equipe com 11 gols. No ano seguinte além da Liga Coreana, por ter levado o clube ao 3º lugar da liga no ano anterior, ele também jogaria a Liga dos Campeões da AFC. O clube passou em 2º no Grupo H, mas nas oitavas de final, apesar do 2–0 com gol de Toscano na ida, perderam na volta na prorrogação para o Urawa Reds, que posteriormente se sagraria campeão da competição. Após um ano e meio, deixou o clube para jogar no RB Omiya Ardija do Japão. Mesmo saindo na metade da temporada, ainda foi o vice-artilheiro do clube naquele ano, só atrás do também brasileiro, Magno Cruz. Ao todo, somou 20 gols em 58 jogos no time.

### Omiya Ardija
No meio de 2017 chegou ao RB Omiya Ardija marcando na estreia contra o Vissel Kobe, porém aquele seria seu único gol pelo clube. Onde por muitas vezes foi tirado de sua posição de origem. O time também não desempenhava bem e após ficarem na lanterna do campeonato, foram rebaixados para a J2 League. Já sem clima no clube, Toscano foi pouco utilizado em sua segunda temporada pelo treinador que alegava que ele não se encaixava em seu esquema tático. Então deixou o clube após o fim de seu contrato.

### Retorno ao América-MG
Em 2019 foi anunciado o retorno ao América Mineiro com contrato de 2 anos, mas não conseguiu repetir o grande desempenho da primeira passagem e ficou grande parte do tempo apenas como um reserva. No início de 2020, foi emprestado ao Mirassol para a disputa do Paulistão onde ele também foi reserva e voltou ao América no fim da competição. Em sua volta, continuou como reserva mas passou a ser muito útil para o elenco e tendo seu papel no time. Toscano participou da histórica campanha do clube na Copa do Brasil de 2020 onde chegaram até a semifinal e foi muito importante marcando dois gols na competição, um deles nas oitavas de final contra o Corinthians dentro da Neo Química Arena, após entrar aos 42 do segundo tempo, recebeu passe de Neto Berola e marcou o gol da vitória por 1–0. Na volta o time segurou o empate em casa e passou. Ao final do ano o time conseguiu finalmente conquistar o acesso á Série A, mas perdeu o título da Série B na última rodada por um gol de saldo para a Chapecoense, que fez o gol do título aos 52 do segundo tempo. Em 2021, aos 36 anos, disputou pela primeira vez na carreira um jogo de Série A do Campeonato Brasileiro e apesar de ser reserva na competição, ajudou o clube à conquistar uma histórica vaga para a Copa Libertadores da América pela primeira vez na história e chegou até a ser capitão do time. Porém, não teve seu contrato renovado ao final do ano, não podendo disputar a competição e se despedindo do América.

### Paysandu
No início de 2022 assinou com o Paysandu para a disputa da temporada. Na final do Campeonato Paraense, Toscano marcou contra o Remo, arquirrival do Paysandu. Porém não foi suficiente para evitar mais um vice-campeonato. Na Série C, o time até se classificou para a segunda fase, mas não conseguiu o acesso e ao final do ano, o contrato de Marcelo terminou.

### Oeste
Em janeiro de 2023 foi contratado pelo Oeste para a Série A2 do Campeonato Paulista. Estreou vindo do banco contra o Monte Azul e marcou um gol na vitória por 5–1. O clube foi eliminado nas quartas de final para o Novorizontino, não conseguiu o acesso e o contrato de Toscano chegou ao fim. 

### Portuguesa-RJ
Em maio de 2023 foi anunciado como reforço da Portuguesa-RJ para a disputa da Série D, Marcelo foi muito bem no campeonato terminando como vice-artilheiro com 13 gols, atrás apenas de Eron do Caxias com 14. No jogo de volta das oitavas de final da competição, anotou 3 gols na vitória sobre o SE Patrocinense. O bom desempenho não foi suficiente para garantir o acesso da Lusa, que perdeu o acesso nas quartas de final para o próprio Caxias de Eron, com um gol de pênalti convertido pelo mesmo aos 42 minutos do segundo tempo no Estádio Luso-Brasileiro. Apesar do curto período e o objetivo de chegar a série C não alcançado, Marcelo conquistou o carinho dos torcedores da Lusa e criou uma relação muito forte com o clube chegando até a pintar o cabelo com as cores do escudo lusitano, verde e vermelho. Apesar de tudo, ao final do ano não teve seu contrato renovado para o ano do centenário da Portuguesa em 2024. Antes do final de seu contrato, a Portuguesa ainda tinha alguns jogos pela Copa Rio para se garantir na série D de 2024, Marcelo fez 4 jogos na competição marcando 2 gols, o último em seu último jogo pela Lusa na vitória por 3 a 2 no jogo de ida da semifinal contra o Serrano. O contrato de Marcelo acabava após esse jogo então ele não jogou a volta e nem os jogos da final onde a equipe lusitana se sagrou campeã.

## Títulos
Vitória de Guimarães
- Taça de Portugal: 2013

Portuguesa-RJ
- Copa Rio: 2023